# Gornoałtajsk
Gornoałtajsk (ros. Горно-Алтайск) – miasto w Rosji, stolica Republiki Ałtaju, usytuowane w Południowej Syberii, w odległości 3641 km na wschód od Moskwy.
Jest to jedyne miasto w Republice Ałtaju. Leży w wąskiej Dolinie Majma, u podnóża gór Ałtaj.

## Demografia
- 2005 – 52 800
- 2008 – 54 314
- 2021 – 64 505[2]

## Historia
Prawosławni misjonarze przybywający do doliny Majma w 1830 r. natknęli się na małą osadę Ułała, liczącą w tamtym czasie 19 tubylczych mieszkańców i trzy rosyjskie rodziny. Rok później Ułała została wybrana jako miejsce pierwszej prawosławnej misji w Ałtaju, dzięki czemu rosyjscy osadnicy zaczęli się tu osiedlać, tworząc pierwsze wsie. W 1922 r. utworzono autonomiczny region Ojrot, a Ułała stała się jego stolicą.
W 1928 r. wieś otrzymała prawa miejskie. W 1932 r. zmieniono nazwę na Ojrot-Tura. W 1948 r. nazwa autonomii została zmieniona na Gorno-Ałtajski Region Autonomiczny, stąd też nazwa jego stolicy.
Gornoałtajsk ma rozproszony przemysł, posiada lotnisko, teatr, uniwersytet i regionalne muzeum. Do najbliższego dworca kolejowego w Bijsku jest 96 km.